# Апрелька
Апре́лька (рос. Апрелька) — селище у складі Гур'євського округу Кемеровської області, Росія.

## Населення
Населення — 52 особи (2010; 95 у 2002).
Національний склад (станом на 2002 рік):
- росіяни — 97 %